# Ruta 174 (Costa Rica)
La Ruta 174, oficialmente Ruta Nacional Secundaria 174, es una ruta nacional de Costa Rica ubicada en la provincia de San José.

## Descripción
En la provincia de San José, la ruta atraviesa el cantón de San José (el distrito de Pavas). Esta ruta se encuentra en proyecto e inconclusa. Forma parte de fallido proyecto denominado "Intercantonal" que uniría los cantones periféricos alrededor de la ciudad de San José.
Actualmente posee 4 carriles de circulación tipo boulevar arbolizada. 
Atraviesa los barrios de El Triángulo y Gerona asimismo tiene una intersección a nivel con el boulevar Rohrmoser que es una arteria principal de la ciudad de San José.